# Flugplatz Tsumeb

i7
i11
i13
Der Flugplatz Tsumeb (englisch Tsumeb Aerodrome, IATA-Code: TSB, ICAO-Code: FYTM) ist der Flugplatz der Stadt Tsumeb in Namibia. Er liegt am südlichen Stadtrand an der Nationalstraße B1 und besitzt eine 1470 Meter lange Startbahn auf 1327 Meter Höhe. Die Pistenrichtung ist 12/30. Flugbenzin ist auf Anfrage erhältlich.
Der Flugplatz wird privat betrieben.

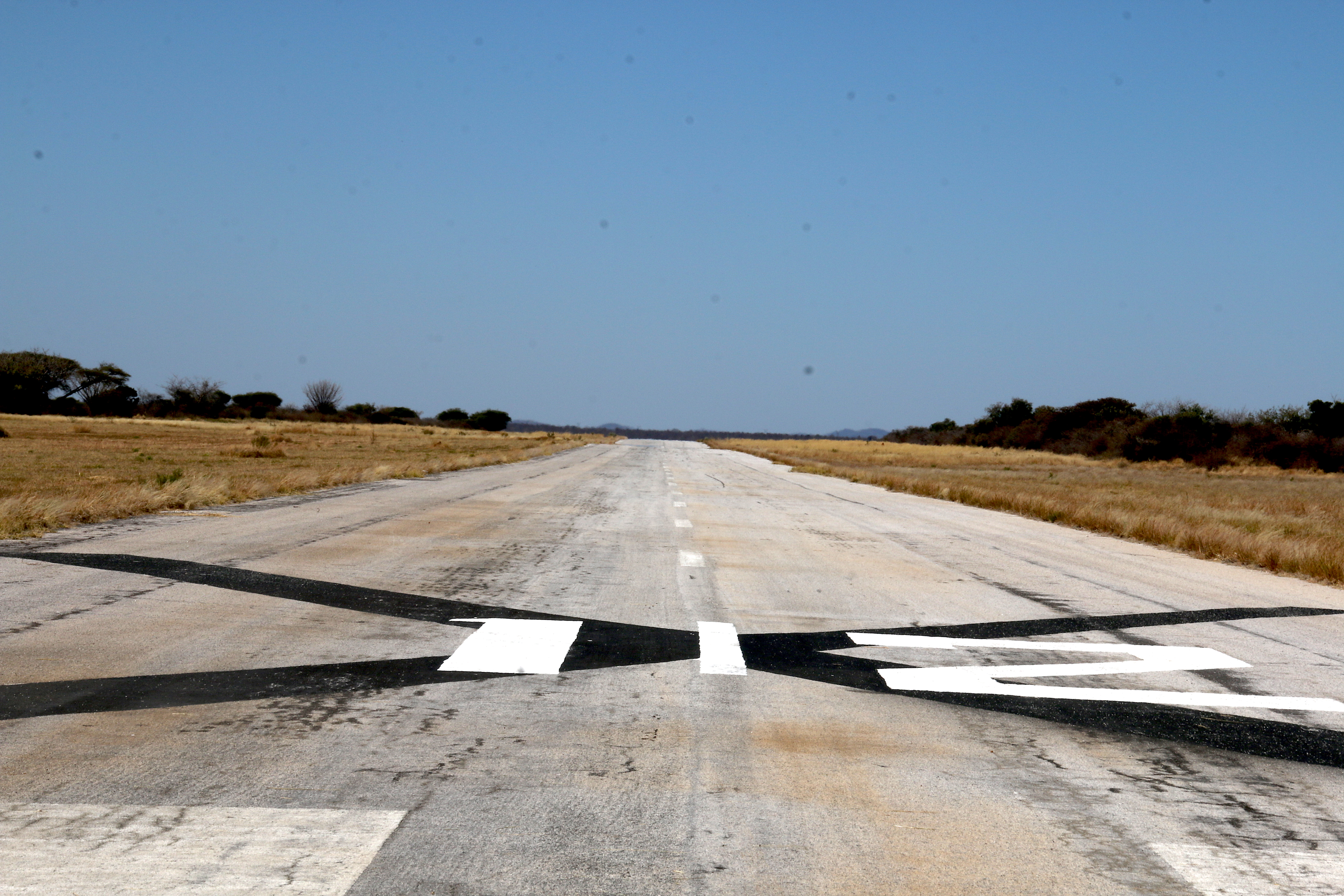
Piste 12 in Tsumeb (2018)